# ИЗ (бронеавтомобиль)
ИЗ (Ижорский Завод) — советский импровизированный бронеавтомобиль времён Великой Отечественной войны. Воевал на Ленинградском фронте.

## История

### Начало производства
Летом 1941 года Ижорский завод начал поставку Ленинградской армии народного ополчения (ЛАНО) импровизированных бронеавтомобилей, созданных на основе грузовиков ГАЗ-АА и ЗИС-5. Проект был одобрен горкомом Ленинграда, однако не являлся официальным выполнением госзаказа.

### Бронирование
Бронировались, как правило, только водительская кабина, двигатель и кузов. Они обшивались броневыми листами толщиной от 6 до 10 мм. Машины из-за этого были очень уязвимы.

### Вооружение
Машины вооружались по-разному: в зависимости от наличия оружия на военных складах Ленинградского военного округа. Так, бронегрузовики ГАЗ-АА вооружались спереди танковыми или пехотными пулемётами Дегтярёва, а также пулемётом ДШК, ДА или станковым пулемётом Максима в кузове.
Вооружение бронемашин на шасси ЗИС-5 было намного мощнее. Лобовой пулемет ДТ/ДА у них сохранялся, но в кузове за наклонным бронелистом размещалась 45-мм противотанковая пушка образца 1934 и 1938 годов или 20-мм автоматическая пушка ШВАК. Стрельба из них могла вестись только вперед по ходу движения.

### Бронегрузовик ЗИС-6
Отличался бронеавтомобиль, выполненный на базе шасси ЗИС-6. Эта боевая машина была ближе всего к полноценным бронеавтомобилям среднего класса, поскольку у неё был настоящий бронекорпус, полностью защищавший жизненно важные агрегаты и экипаж. Также ставилась башня от БА-6 или от Т-26 с 45-мм пушкой 20К и спаренным с ней пулеметом ДТ. Тактико-технические характеристики этой бронемашины неизвестны.
Существовал также вариант броневика на шасси ГАЗ-АА с бронекоробкой БА-10 и его корпусом. По бортам были сделаны люки, а на крыше находилась наблюдательная башенка. Эта машина была захвачена немцами и в течение 1941—1942 годов использовалась на оккупированных территориях.

### Первый выпуск
Первые импровизированные броневики стали поступать в войска уже с 15 июля 1941 года и по документам они проходили как «бронированная машина ГАЗ (ЗИС)», «полубронированная машина ИЗ» или «средняя бронемашина ИЗ». По самым приблизительным оценкам, учитывая штатную численность каждого из бронедивизионов ЛАНО (по 12 машин в каждом), общее количество импровизированных бронеавтомобилей Ижорского завода превышало 100 экземпляров. Из-за больших потерь, понесенных механизированными корпусами РККА в июне-июле 1941 года, некоторые участки Ленинградского фронта остались без танкового прикрытия, поэтому прибытие бронемашин ИЗ оказалось удачным. Большая часть бронеавтомобилей была в составе 2-й и 4-й дивизий ЛАНО, но, возможно, броневики воевали и в других подразделениях.

### Боевое крещение
Пик боевого применения бронемашин ИЗ пришелся с конца июля до начала сентября во время боёв за Ленинград. Количество импровизированных бронеавтомобилей иногда превышало количество серийных (БА-10 и БА-20). Например, к 27 июля 1941 года в составе двух дивизий ЛАНО и 191-й стрелковой дивизии числилось 79 бронемашин различных типов, из которых около 40 относились к типу ИЗ. Такая же тенденция сохранялась почти весь следующий год, поскольку на 10 мая 1942 года в составе Ленинградского фронта оставалось 14 импровизированных бронемашин на шасси ЗИС-5 и 32 бронемашины на шасси ГАЗ-АА. Из них по крайней мере один бронированный ЗИС-5 участвовал в операции по прорыву блокады в начале 1943 года. Один из бронеавтомобилей на шасси ЗИС-6 к лету 1942 года оказался в составе 2-го отдельного автоброневого батальона.

### Трофейные ИЗы
Летом-осенью 1941 года несколько бронемашин ИЗ стали трофеями финской и немецкой армий. Некоторые из них были пригодны к дальнейшей эксплуатации и использовались обеими воюющими сторонами вплоть до полного износа или выхода из строя, хотя официально импровизированные бронеавтомобили на вооружение не принимались. Последние образцы трофейных ИЗ служили у финнов до середины 1942 г.